# 연지공원
연지공원(蓮池公園)은 대한민국 경상남도 김해시에 위치한 수변공원이자 도심공원이다.
저수지를 활용해 만들어졌으며, 호수 주위로는 산책로가 둘러져 있고 호수에는 여러 수생식물들과 호수를 가로지르는 다리가 놓여져있다. 또한 호수 중앙에 설치된 분수대로부터 여러 분수쇼가 진행된다.